# Sandheden om mænd
Sandheden om mænd er en dansk drama-komediefilm fra 2010 instrueret af Nikolaj Arcel og skrevet af Rasmus Heisterberg og Arcel selv, med Thure Lindhardt i hovedrollen.

## Handling
Filmen handler om Mads, der er manuskriptforfatter. Han er lige flyttet sammen med Marie (Tuva Novotny), men begynder at tvivle på at det er livets mening. Filmen har flere lighedspunkter med Charlie Kaufmans Adaptation, da der er flere scener, hvor Mads fortæller om hvordan man skriver manuskript, og prøver at finde på det store nye hit efter hans tidlige successer med bl.a. Rejsen til Zakaya.[kilde mangler]

## Medvirkende
- Thure Lindhardt i rollen som Mads
- Tuva Novotny i rollen som Marie
- Rosalinde Mynster
- Signe Egholm Olsen
- Henning Valin Jakobsen
- Karen-Lise Mynster
- Nastja Arcel
- Emma Leth
- Julie Zangenberg
- Rasmus Botoft
- Lars Mikkelsen
- Kim Bodnia
- Anders W. Berthelsen
- Nicolas Bro
- Jens Albinus
- Nicolaj Kopernikus
- Peter Gantzler
- Caroline Dahl